# Leptodactylus turimiquensis
Leptodactylus turimiquensis är en groddjursart som beskrevs av Heyer 2005. Leptodactylus turimiquensis ingår i släktet Leptodactylus och familjen tandpaddor. IUCN kategoriserar arten globalt som nära hotad. Inga underarter finns listade i Catalogue of Life.